# El rock del mundial
«El rock del Mundial» es una canción de la banda de rock chileno Los Ramblers, vocalizado por Germán Casas y escrita por Jorge Rojas para lanzarla como sencillo en 1962, con ocasión de la Copa Mundial de Fútbol de dicho año realizada en Chile, siendo la canción oficial y la primera obra musical usada para dicho campeonato. Se convirtió en un éxito inmediato en América del Sur, llegando a vender más de dos millones de copias, convirtiéndose en la grabación más vendida en la historia de la música chilena.

## Historia

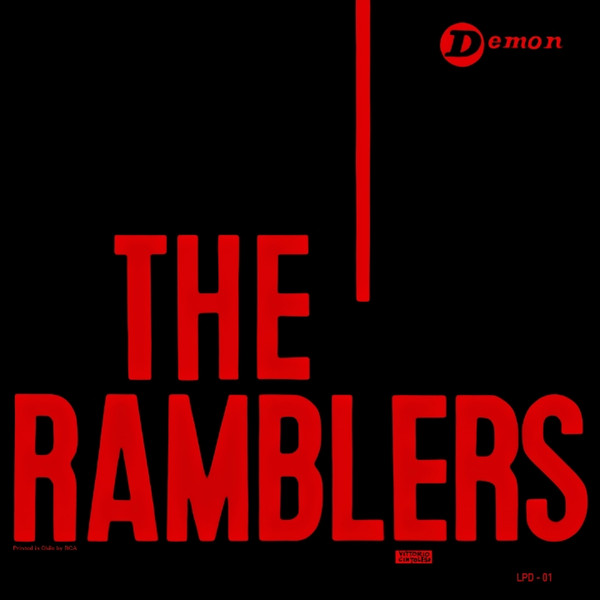
Carátula del longplay The Ramblers de Los Ramblers, lanzado por Demon y producido por Camilo Fernández.

Jorge Rojas (1938-2018), director y pianista del conjunto, inspirado por motivos comerciales y porque fue contemporáneo en el Liceo Manuel Barros Borgoño de los seleccionados titulares Jaime Ramírez y Leonel Sánchez, compuso la canción en 1961 con 23 años de edad —escribiendo su letra en tres días y componiendo su música en uno— como un rock and roll, género musical de moda en el mundo, para alentar a la selección chilena en el torneo, que se iba a realizar del 30 de mayo al 17 de junio de 1962.
El grupo presentó la canción ante público masivo durante la temporada veraniega del Casino Municipal de la ciudad de Viña del Mar, lugar que por primera vez acogió un grupo de rock and roll. Luego del concierto, fueron invitados por el director del Festival de Viña del Mar a tocar durante tres días seguidos en la tercera edición del certamen musical, donde la canción fue recibida con entusiasmo por el público.
Tras el éxito en el festival, el productor Camilo Fernández —que integraba el jurado del certamen— decidió inaugurar su sello discográfico Demon con un disco de Los Ramblers, grabando la canción en formato 45 RPM, con «El twist del recluta» ocupando el lado B del disco. La introducción de la canción fue improvisada por el guitarrista del grupo, Óscar Soto.
El sencillo fue lanzado en mayo de 1962, a tres semanas del comienzo del Campeonato Mundial, siendo un éxito inmediato y capitalizando el fenómeno con una gira nacional y con el lanzamiento del LP The Ramblers, el primero del grupo.
La canción es reconocida oficialmente por la FIFA como el primer himno o canción dedicada a la Copa Mundial de Fútbol.